# Хеити (Онский муниципалитет)
Хеити (груз. ხეითი) — село в Грузии, на территории Онского муниципалитета края (мхаре) Рача-Лечхуми и Нижняя Сванетия.

## География
Село находится в северной части Грузии, на левом берегу реки Хеори (левый приток Риони), на расстоянии приблизительно 5 километров (по прямой) к юго-западу от города Они, административного центра муниципалитета. Абсолютная высота — 1079 метров над уровнем моря.

## Население
По результатам официальной переписи населения 2014 года, в Хеити проживало 3 человека (1 мужчина и 2 женщины). В национальной структуре населения грузины составляли 100 %.
| Год  | Население, человек |
| ---- | ------------------ |
| 2002 | 7                  |
| 2014 | ↘ 3                |